# تيمو كيرن
تيمو كيرن (بالألمانية: Timo Kern)‏ (16 يناير 1990 بهوكنهايم في ألمانيا - ) هو لاعب كرة قدم ألماني في مركز الوسط. لعب مع نادي كارلسروه ونادي كارلسروه 2 ‏ وFC Astoria Walldorf ‏.

## وصلات خارجية
- تيمو كيرن على موقع قاعدة بيانات كرة القدم.إي يو (الإنجليزية)
- تيمو كيرن على موقع بيانات كرة القدم. دي إي (الألمانية)
- تيمو كيرن على موقع Soccerway.com (الإنجليزية)
- تيمو كيرن على موقع عالم كرة القدم.نت (الإنجليزية)